# Arts incohérents

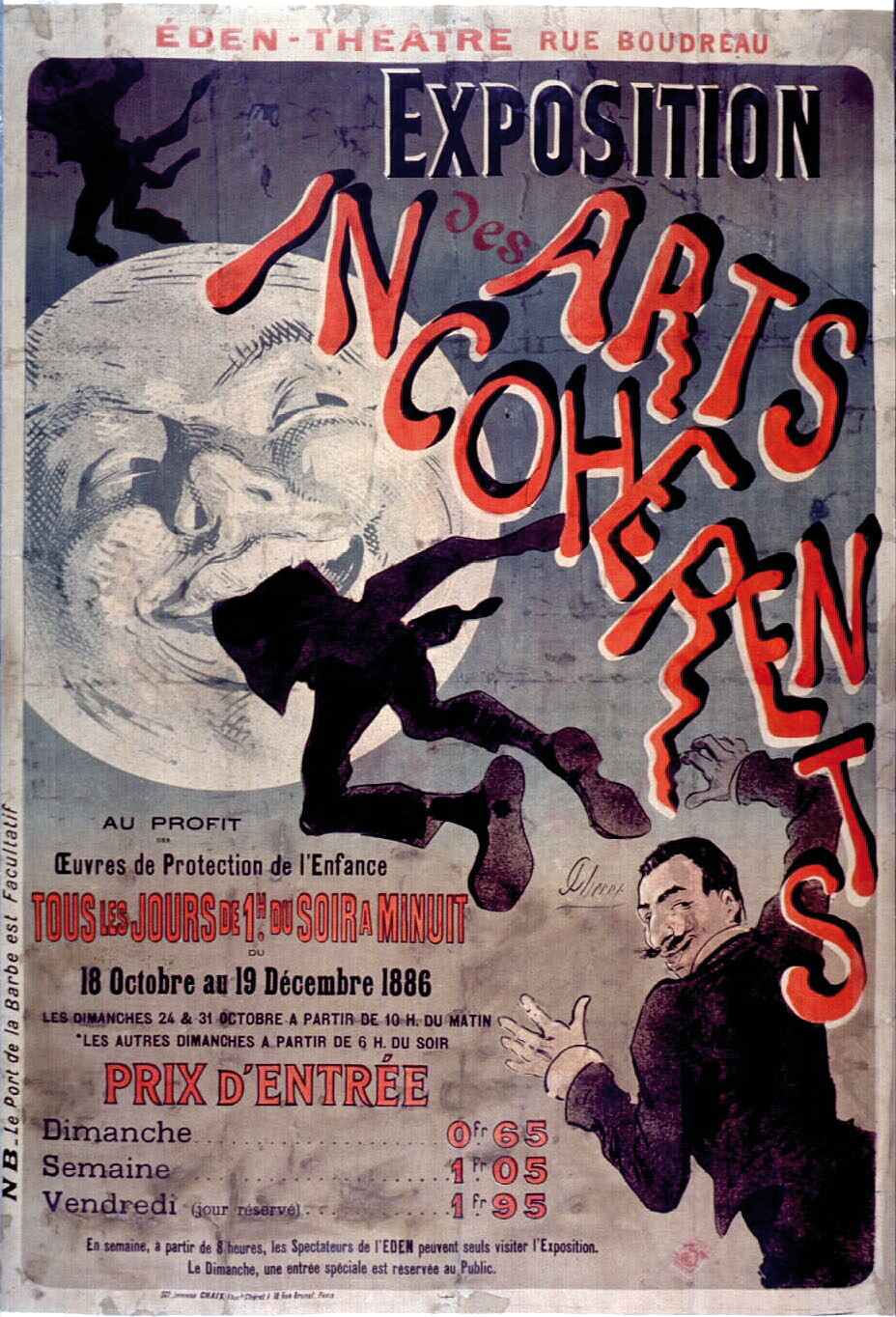
Affiche signée Jules Chéret pour l'Exposition des Arts incohérents en 1886.

Les Arts incohérents sont un mouvement artistique de la fin du XIXe siècle, conduit par Jules Lévy. Montage, codification et association libre sont les principales techniques utilisées pour s'adonner à la parodie artistique. Grâce à une série d'expositions populaires à Paris, des tournées en province, des catalogues, des articles de journaux, des bals masqués et un café d'artistes, le mouvement est extrêmement présent en France de 1882 à 1893.

« Tout ce que les calembours les plus audacieux et les méthodes d’exécution les plus imprévues peuvent faire enfanter d’œuvres follement hybrides à la peinture et à la sculpture ahuries… »

— Félix Fénéon, La Libre Revue, 1er novembre 1883

## Début du mouvement
Dès juillet 1882, Jules Lévy associe ce nouveau mouvement artistique au mouvement humoristique des Hydropathes, créé en 1878. Le principe est de faire rire les Français de cette fin de siècle. L’originalité du mouvement est de qualifier les œuvres d'incohérentes : un dessin d’une personne ne sachant pas dessiner est une œuvre incohérente. Tous les matériaux peuvent être utilisés, toutes les inspirations, tous les thèmes. Le but est de faire rire, par tous les moyens. Le 2 octobre 1882, Jules Lévy organise à son domicile, rue Antoine-Dubois, une exposition d’un soir. C’est un grand succès. Les arts incohérents apparaissent alors comme un véritable mouvement artistique.
Un an plus tard, en octobre 1883, la première exposition officielle des arts incohérents est organisée, dans une pièce de la galerie Vivienne. Tout est fait pour surprendre le visiteur, le catalogue, les notices, les affiches, les œuvres, même le règlement, qui dit : « Toutes les œuvres sont admises, les œuvres sérieuses et obscènes exceptées. » L’exposition est un mélange de parodies, de calembours, de jeux de mots et d’absurde. En un mois, 20 000 visiteurs viennent voir l'exposition. Jusqu’en 1886, les expositions s’enchaînent, que ce soit à la galerie Vivienne ou à l'Éden-Théâtre, rue Boudreau.

## Les bals

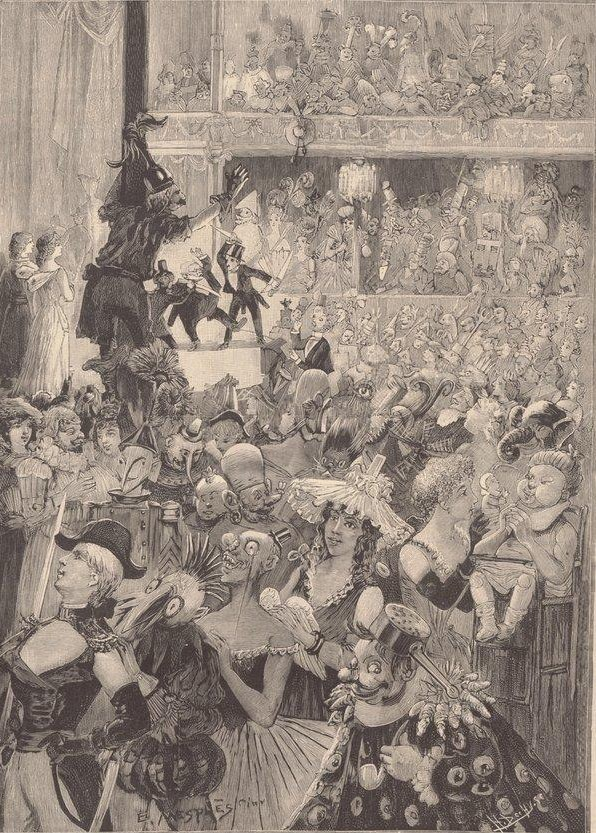
Le Bal des Incohérents, vu par Paul-Eugène Mesplès (Le Monde illustré, 1891).

Une des originalités des Incohérents était d'organiser des bals. Le premier eut lieu le 11 mars 1885. Ces bals étaient souvent costumés. Un soin était apporté dans l'originalité de la décoration des lieux : par exemple lors du premier bal, aux murs étaient accrochés des panneaux où étaient inscrites des phrases comme « La mélancolie n’entre pas ici », ou encore « Prière de ne pas cracher au plafond ». Après la danse et le souper, les bals se clôturaient par une proclamation de l’ordre des Incohérents.

## Fin du mouvement
Après 1886, le mouvement s’essouffle, les gens se lassent et critiquent la sur-présence de l’art incohérent, des cafés, des journaux et diverses autres choses incohérentes, mais non officielles, voient le jour. Jules Lévy reçoit un grand nombre de critiques, à cause de l’ouverture, en 1886, de sa maison d’édition où il édite principalement ses amis. Peu à peu, Le Courrier français, qui était leur soutien principal deux ans plus tôt, se retire. Jules Lévy, en 1887, proclame la fin de l’incohérence. Il organise, à cette occasion, un bal costumé.
Il tente, en mars 1889, de faire revivre le mouvement, mais sans grand succès : la presse n’en parle plus, les gens ne s'y intéressent pas, Jules Lévy, assez obstiné, tient bon jusqu’en 1896. Il ouvre dans l'intervalle le Café des Incohérents, situé au 16 bis rue Fontaine, repris fin 1894 par Jules Jouy pour en faire le Cabaret des Décadents.
Le 1er avril 1897, Alphonse Allais publie l'Album primo-avrilesque… chez Paul Ollendorff.
En janvier 1898, Jules Lévy revend le journal Fin de siècle. En 1928, il publie un recueil de morceaux choisis des Hydropathes. En 1909, le réalisateur espagnol Segundo de Chomón avait fait référence au mouvement de Jules Lévy dans le titre d'un de ses films parisiens, Une excursion incohérente.
En 1939, André Breton paye sa dette aux Incohérents que furent Alphonse Allais et Charles Cros, en les incluant dans son Anthologie de l'humour noir. Dans les années 1960, le mouvement « des Incos » refait discrètement surface grâce à des amateurs de « ’pataphysique ».

## Membres du mouvement
Les Incohérents se composent principalement de dessinateurs de presse et de poètes.
Les membres du mouvement étaient :  
- des peintres, tels que Georges Lorin (Cabriol), Henri Pille, Antonio de La Gandara, Toulouse-Lautrec, Caran d'Ache, Jules Foloppe (Gieffe), Paul-Eugène Mesplès (1849-1924),
- des écrivains et journalistes, comme Alphonse Allais, Paul Bilhaud, Guillaume Livet, Clairville, Eugène Bertol-Graivil, Henry Buguet, Charles Cros,
- des dessinateurs comme Boquillon Bridet (1859-1886), Émile Cohl[10], André Hellé[11], Henri Lanos[12], Hermann Vogel.

## Redécouverte

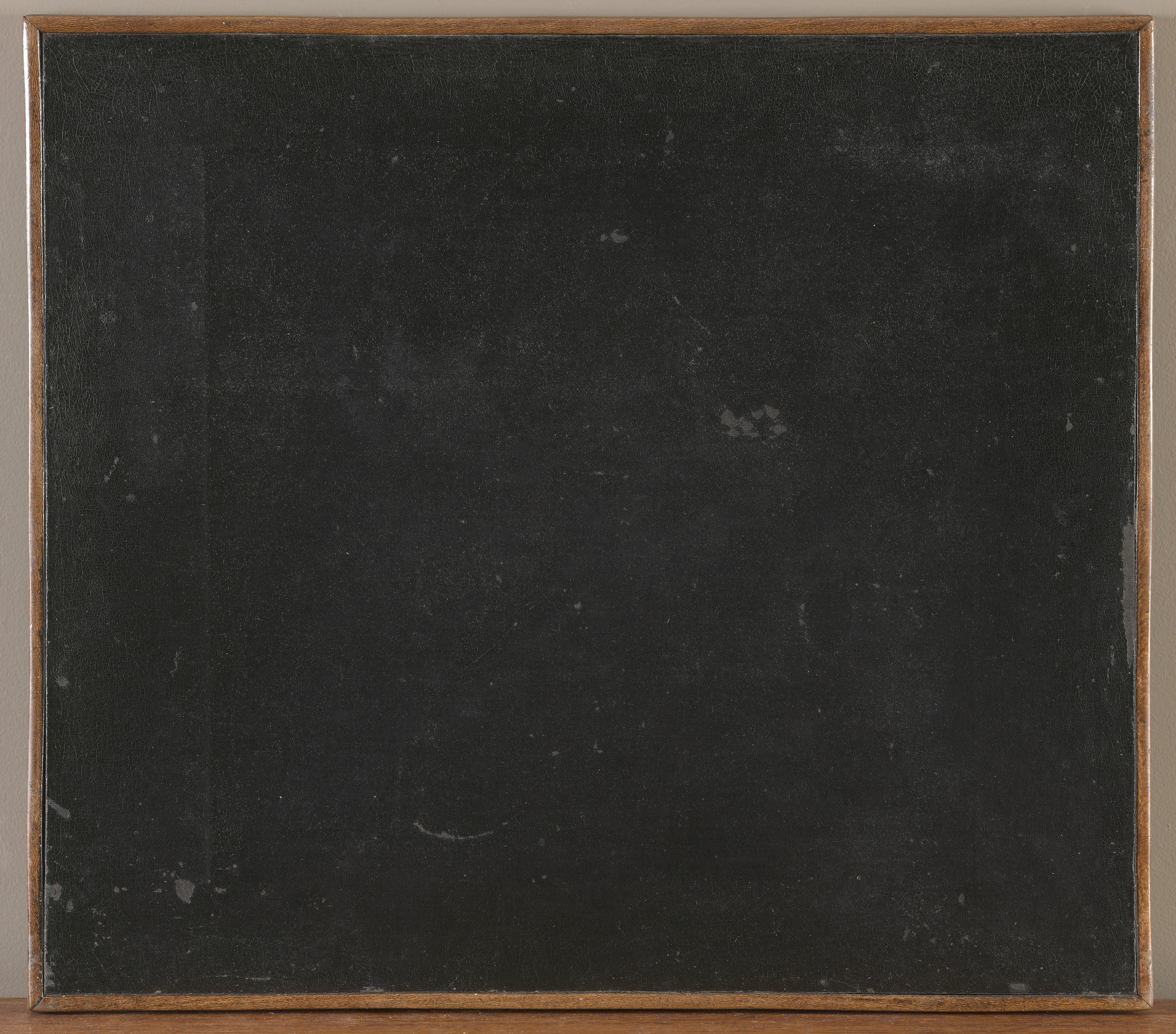
Paul Bilhaud, Combat de nègres pendant la nuit, huile sur toile, 1882 (cliché : Johann Naldi).

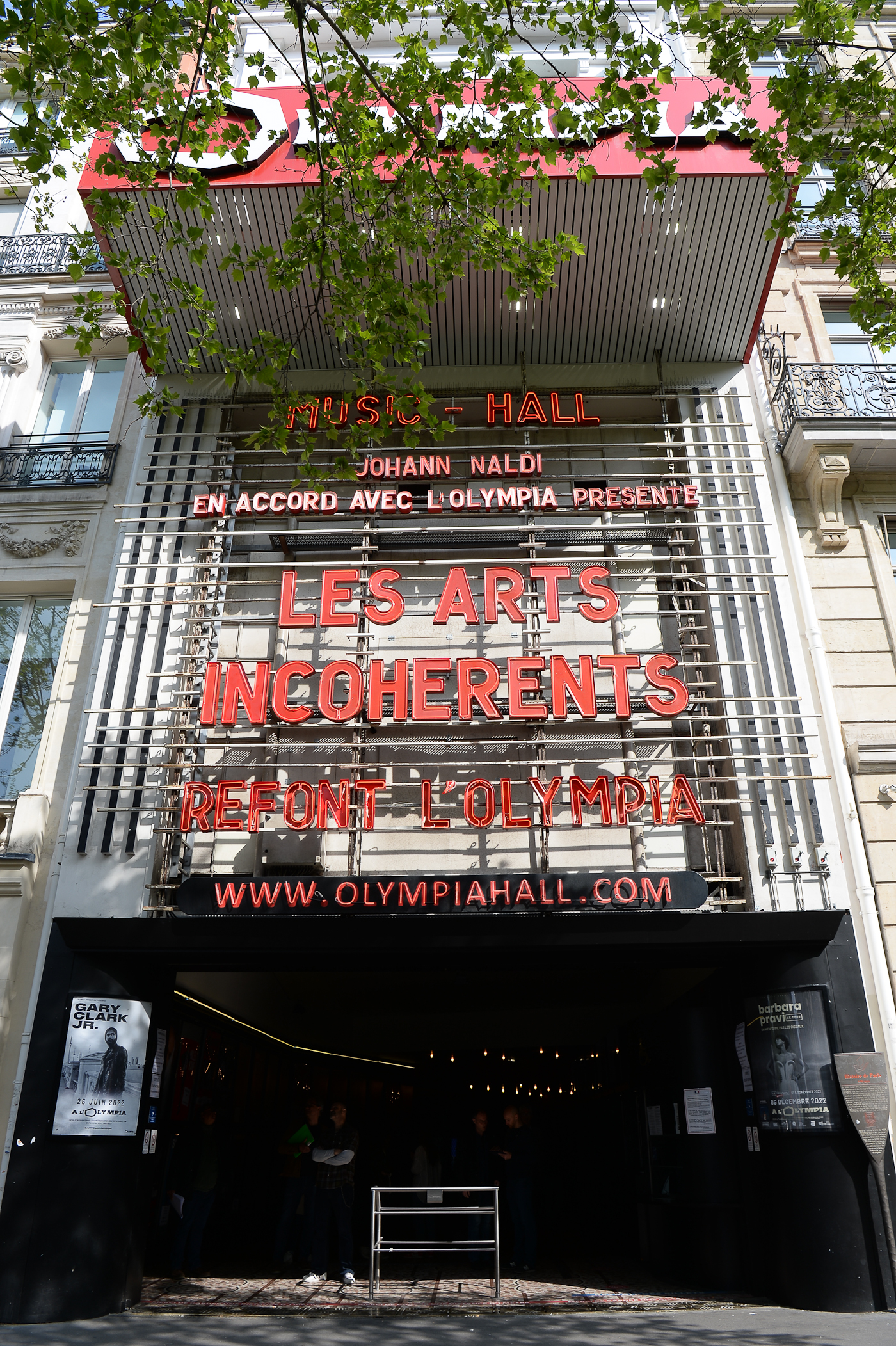
Les Arts incohérents refont l'Olympia, soirée du 19 avril 2022.

En 2018, le galeriste Johann Naldi retrouve et identifie dix-sept œuvres exposées aux Arts incohérents,, classées trésor national le 7 mai 2021 par le ministère de la Culture en ces termes : "Parmi cet ensemble de productions représentatives des Incohérents, que l’on croyait définitivement disparues, se distinguent deux œuvres importantes. [...] Il s’agit tout d’abord du Combat de nègres pendant la nuit de l’auteur de théâtre Paul Bilhaud (1854-1933), numéro 15 du catalogue de la première exposition de 1882. C’est une toile peinte entièrement noire qu’on peut considérer comme le premier monochrome de l’histoire de la peinture. [...] La seconde est une œuvre d’Alphonse Allais (1854-1905), intitulée Des souteneurs encore dans la force de l’âge et le ventre dans l’herbe boivent de l’absinthe, constituée d’un rideau de fiacre vert, avec un cartouche donnant le titre. Elle constitue une sorte de prototype de ready made. [...].
Toutefois la découverte des œuvres a été discutée « sans conclusion définitive ». Johann Naldi maintient que sa découverte est authentique, s'appuyant sur une publication établie sous sa direction dans laquelle il développe un appareil argumentaire substantiel. Dans un article paru en octobre 2022 dans la revue Critique, le professeur Daniel Grojnowski, spécialiste du mouvement des Arts incohérents, note que Johann Naldi a fourni par ses travaux de recherche à l'essayiste Michel Onfray – qui a lui-même publié un ouvrage sur le sujet – un dossier documentaire de qualité. Dans son ouvrage La tradition fumiste, De la marge au centre, publié en 2023, le professeur Grojnowski reproduit le monochrome de Paul Bilhaud, relevant plus largement la qualité plastique des oeuvres redécouvertes et classées Trésor national, les rendant ainsi " dignes d'être appréciées différemment ".
La découverte des œuvres des Arts incohérents est signalée dans le catalogue de l'exposition « Ha Ha Ha » organisée à L'ING Art Center de Bruxelles, organisée en collaboration avec le Centre Pompidou, rappelant que les catalogues datant de l'époque du mouvement étaient "« longtemps restés les seuls outils permettant de connaître le contenu de ces expositions, jusqu'à la redécouverte en 2018 de 17 œuvres des Arts incohérents dont le monochrome noir de Paul Bilhaud, Combat de nègres dans un tunnel [sic] (1882), qui aurait peut-être inspiré Kasimir Malevitch pour son Carré noir, ainsi que le rideau de fiacre vert moiré suspendu à un cylindre en bois, Des souteneurs encore dans la force de l'âge et le ventre dans l'herbe boivent de l'absinthe d'Alphonse Allais qui n'est pas sans évoquer la pratique du ready-made de Duchamp ». En décembre 2021, le Bulletin de la Société d'histoire et d'archéologie des IXe et XVIIIe arrondissements de Paris se fait l'écho de la découverte de Johann Naldi.
En novembre 2023, l'historien et artiste plasticien Arnaud Labelle-Rojoux publie un large extrait d'un entretien réalisé avec le professeur Denys Riout, spécialiste de la peinture monochrome, initialement paru dans la revue Switch on paper, dans lequel Riout stipule : « Voir les objets, ça change complètement les choses, parce que l'imaginaire que l'on s'était forgé naît de ces descriptions, mais aussi d'un état d'esprit : on se disait, ce sont des amusettes, c'est drôle, c'est sans doute fait à la va-comme-je-te-pousse, sur un coin de table. Quand j'ai découvert les oeuvres, j'ai compris que ce n'était pas ça du tout ! Voir, de ses yeux voir, change la compréhension. Considérablement. [...] À voir ces objets, les regardeurs se recalent. Ils avaient un imaginaire de ces objets mais les objets ne correspondent pas à cet imaginaire. Il leur faut désormais s'adapter à cette réalité nouvelle ».
Dans une récente publication Andréi Nakov, éminent spécialiste de l'œuvre de Kazimir Malevitch et des Avant-gardes russes, soutient que les œuvres des Arts incohérents exposées par Johann Naldi sont « parfaitement authentiques et intéressantes ».
Les œuvres redécouvertes et classées trésor national font l'objet d'une présentation à l'Olympia le 19 avril 2022, en forme de commémoration historique de la dernière exposition des Arts incohérents ayant eu lieu dans la salle de spectacle en 1893,. 
Au mois de février 2024, les oeuvres sont présentées en avant-première publique mondiale dans l'exposition « Henri de Toulouse-Lautrec, Parigi 1881-1901 » au sein du Palazzo Roverella de Rovigo, en Italie,.

### Ressource radiophonique
- Matthieu Garrigou-Lagrange, « Arts incohérents : les artistes peuvent-ils être drôles ? » [audio], émission Sans oser le demander (58 min), France Culture, 10 juin 2022.